# Томаж Планіна
Томаж Планіна (словен. Tomaž Planina; 17 березня 1934 — 31 грудня 2014) — словенський печерний фотограф, спелеолог і ботанік. Знаний своїми роботами в галузі печерної фотографії, лабораторними випробуваннями мотузок, особливо вузлів, і внеском у розвиток одномотузкової техніки SRT.

## Дитинство, освіта та кар'єра

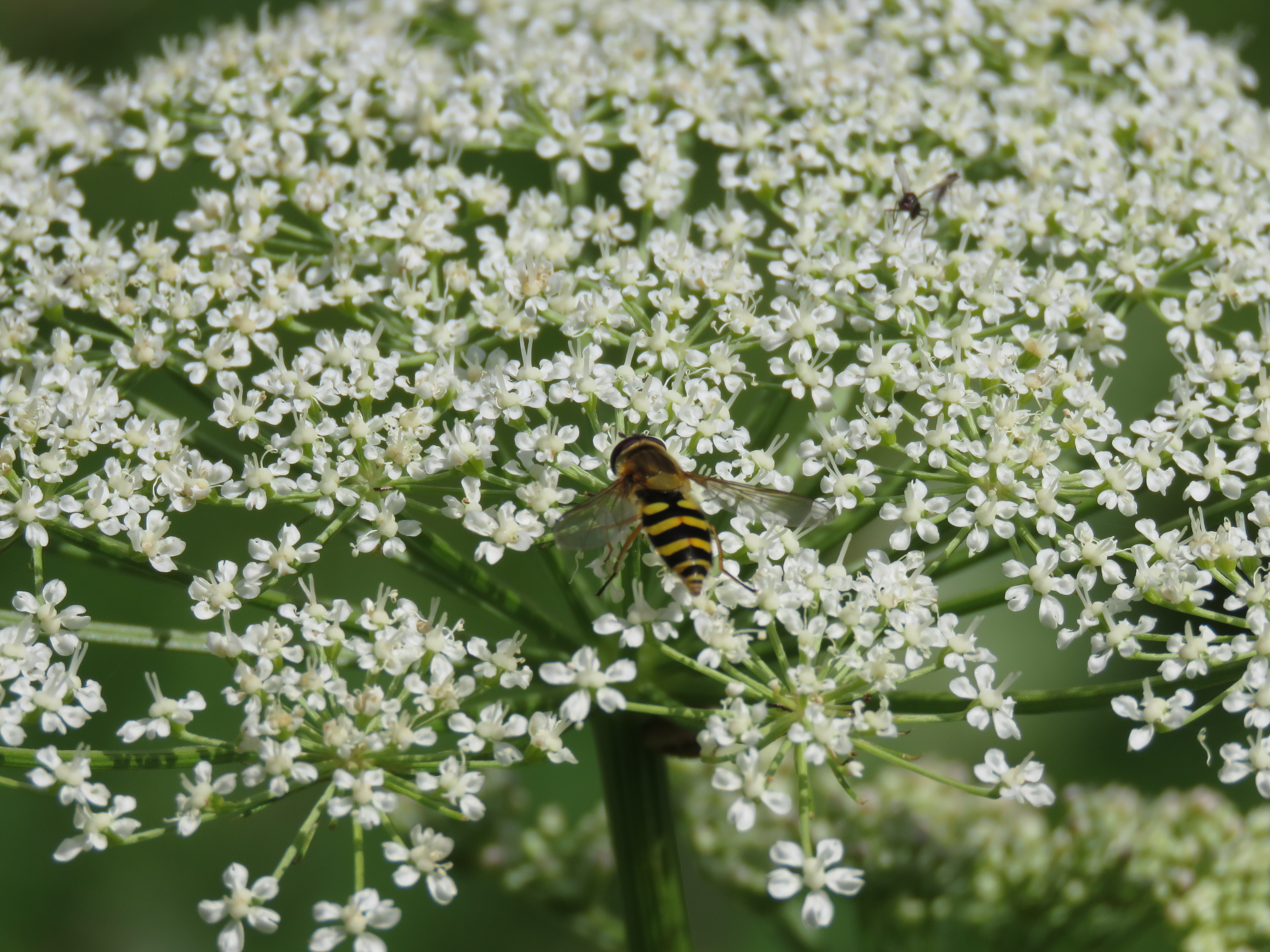
Ligusticum seguieri з осою

Народився в місті Шкоф'я-Лока, в сім'ї Франца Планіни, географа, картографа, біолога, директора Музею природної історії Словенії та Маринки Планіна. Після початкової та середньої школи у Любляні, куди переїхала родина, закінчив біологічний факультет Люблянського університету у 1957 році. Тема його дипломної роботи «Ligusticum seguieri v jugovzhodnih apneniških Alpah» («Ligusticum seguieri в південно-східних вапнякових Альпах») — коренева рослина солодки з сімейства Apiaceae. Попри досягнення Планіни в ботаніці та створення широко знаного гербарію, він не став продовжувати академічну кар'єру, і влаштувався на роботу в Центр розробок та технологій компанії Іскра електроніка й автоматизація, де спеціалізувався в галузі корозії електричних контактів, викликаної біологічними факторами та забрудненням повітря. Обіймав різні посади, зокрема керівника дослідницького проєкту; ця галузь залишалася його покликанням все його професійне життя.

## Спелеологія
Екскурсії в печери шкільного наукового гуртка, організовані піонером спелеології в Словенії Павлом Кунавером, були дуже популярними, і саме це змусило Планіну зацікавитися печерами. Він приєднався до DZRJL — Люблянського товариства дослідження печер — 1950 року, коли йому було 16 років, і 1954 року зробив свій перший внесок у складання Словенського спелеоатласу — печерного реєстру, трьома новими печерами вище Врхники. До 1992 року зареєстрував 51 нову печеру, в основному в низинному карсті.

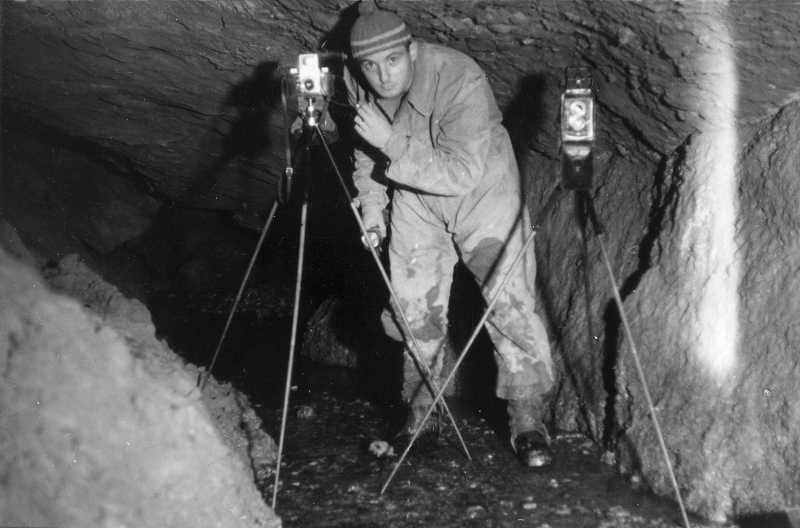
Планина на печерній фотосесії, 1960

З 1953 до 1956 рік брав участь у перших дослідженнях високогірного карсту на плато Малі-поді нижче гори Скута в Камник-Савінських Альпах. У наступні роки також приєднався до кількох експедицій у печеру Триглавсько брезно на плато Триглава, висота 2377 м. Надії на велику глибину не виправдалися через непрохідну крижану ущелину на глибині 274 м. Разом з Йоже Штірном написав оглядову статтю про високогірний карст, яку опублікували після його смерті. У середині 1960-х років відбулася зміна поколінь — в люблянському суспільстві дослідження печер команда, утворена до Другої світової війни поступилася місцем молодшим спелеологам. Це відразу позначилося на більш амбітній програмі, натхненній великим успіхом 1963 року, коли невелика група молодих спелеологів подолала вузький прохід наприкінці печери Найдена яма (Najdena jama). Печера, виявлена Вільємом Путіком наприкінці XIX століття над лійками річки Уніца, що несе води з печери Постойнска Яма, була всього 250 метрів у довжину, але очікувалося з'єднання з підземною річкою. Після прориву відкрилася велика печера завдовжки 5 км.

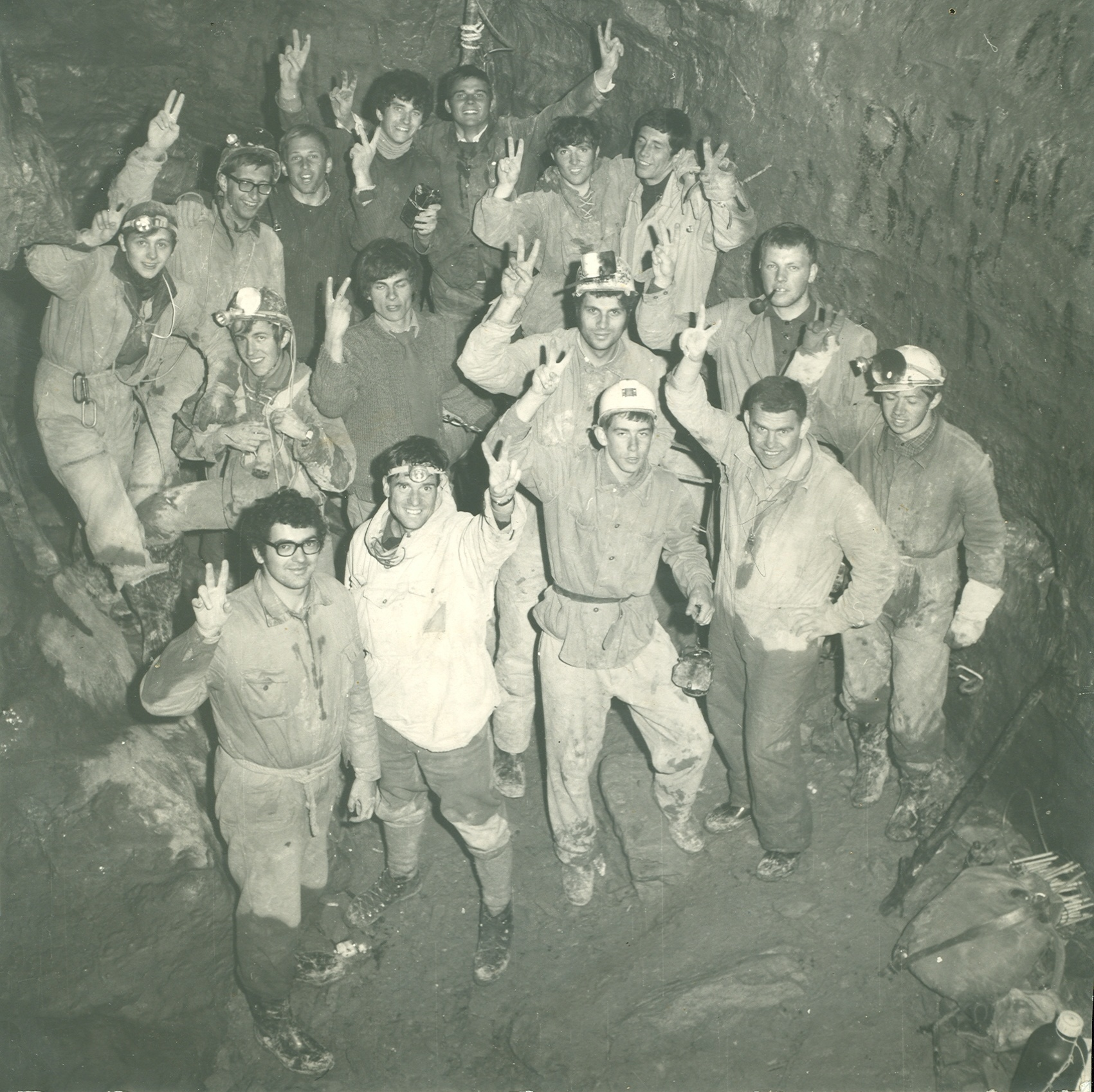
Команда DZRJL, Жанкана яма, 1969

Планіна керував DZRJL у 1967—1971 роках і 1984—1986 роках. Під його керівництвом пройшли експедиції в дуже глибокі печери. Найбільше значення мала експедиція 1969 року з 20 осіб в печеру Жанкана яма (як її називають місцеві жителі) недалеко від села Рашпор, в Істрії, Хорватія. Це провал місцевого струмка, який влітку пересихає. У ньому після кількох початкових колодязів невеликого розміру відкривається велика підземна прірва глибиною 200 м. Між Першою світовою війною і Другою світовою війною Істрія належала Італії, в літературі печера називалася Абіссо Бертареллі, її досліджували у 1924 і 1925 роках. На глибині 450 м з 1924 до 1926 рік її вважали найглибшою печерою у світі. Після 1959 року це була найглибша печера в Югославії, до якої входили Словенія та Хорватія. За нею йшли Готж (також в Істрії, -420 м) і Язбен (Словенія, -365 м). Оскільки часто траплялося, що італійське знімання печер Словенського Примор'я до Другої світової війни показували більшу глибину, ніж була насправді, однією з цілей експедиції було провести нове точне знімання. Експедиція досягла раніше знаного дна печери, італійського сифона, на глибині 346 м і далі просунулася по довгому невисокому мулистому горизонтальному тунелю до словенського сифона на глибині 361 м. Нова глибина перемістила печеру на третю позицію в списку найглибших югославських печер. Наступні експедиції DZRJL в Готж і Язбен зменшили глибину Готжа до 320 м, а Язбена до 334 м. Жанкана яма залишилася на першому місці. Ці досягнення поставили DZRJL на вершину югославської спелеології того часу.
Наступна велика експедиція під керівництвом Планини була до Прірви біля голови козиці (Brezno pri gamsovi glavici) над Бохинським озером у вересні 1972 року. Печера була виявлена 1969 року спелеологами спелеоклубу Залізничар (Залізничний спелеологічний клуб), іншого Люблянського спелеологічного товариства. Вони досліджували печеру до глибини 40 м у 1969 році, до −170 м у 1970 році, до −475 у 1971 році та до −615 м у серпні 1972 року в експедиції, в якій також брав участь Юрій Анджеліч-Єті, член DZRJL. Глибини не вимірювалися, а просто оцінювалися, тому завданням команди DZRJL, до якої входив Єті, який добре знав печеру, було німання і знайти можливе продовження. Глибина печери була скоригована до 444 м, стала другою за глибиною печерою в країні, також було знайдено продовження. У найближчі роки наступні експедиції DZRJL поглибили печеру до 817 м.
Основними спелеорайонами у Словенії, де працював Планіна, були озеро Церкниця та печери Планінського поля, особливо Раков Шкоцян, Крижна яма та Найдена яма. За межами Словенії він був добре знайомий з гірським хребтом Велебит у Хорватії та масивом Дурмітор у Чорногорії — деякі частини цих областей він знав краще за місцеві.

## Випробування мотузок
У 1970-х роках, коли техніка однієї мотузки SRT замінила використання гнучких тросових сходів й одночасно спростила і полегшила спуск і підйом у глибоких шахтах, Планіна зацікавився питанням безпеки. Спелеолог більше не був захищений подвійним дротом і страхувальною мотузкою в руках колеги над шахтою — контакт мотузки зі стіною, придатність спорядження для спуску та підйому, зношування мотузки стали найважливішими факторами. Він перевіряв міцність мотузки на розрив у лабораторії враховуючи її вік, просочення, зношування, і вузли, якими була закріплена мотузка. Планіна також був одним з засновників словенської Служби порятунку в печерах та членом редакційної колегії головного словенського журналу про печери «Naše jame» (Наші печери) з 1977 року до самої смерті.

## Печерна фотографія

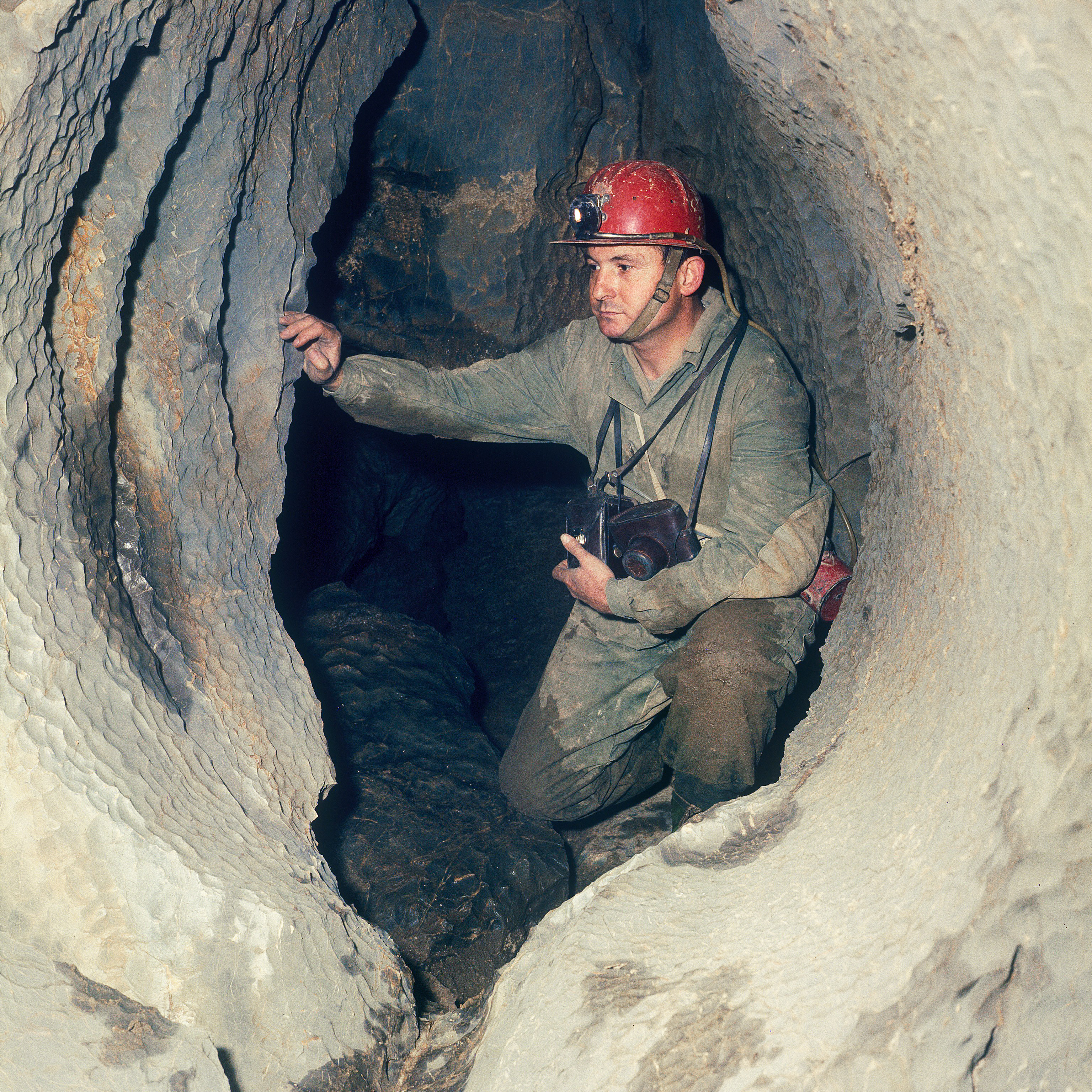
У печері Крижна яма, 1974

Планіна став третім у списку великих словенських печерних фотографів після Богомила Брінчека (1884—1914) і Франца Бара (1901—1988), у якого він навчився мистецтва фотографії в печерах. Вже у 1960-х роках почав використовувати 35 мм однооб'єктивний дзеркальний фотоапарат замість великоформатних фотоапаратів, які повсюдно використовувалися в печерній фотографії того часу. Планіна також відмовився від магнієвого спалаху як засоби освітлення через сильне забруднення повітря в печерах при її застосуванні, і став першим, хто опанував використання електронного спалаху. Правильне освітлення великих підземних залів, особливо поверхонь з низьким рівнем відбиття, як-от глина, вимагає великої кількості спалахів великої потужності, зазвичай з декількох позицій. Щоб ефективно застосовувати електронні спалахи, Планіна додав великий зовнішній батарейний блок, що скоротив час зарядки спалаху до декількох секунд і збільшив ресурс до кілька сотень спрацьовувань. Він зафіксував на фотографіях більшість експедицій DZRJL у 1960-х та 1970-х роках. Його найуспішніші роботи зроблені в оводненій печері Крижна яма. Роботи Планіни регулярно з'являлися в природничо-науковій пресі, використовувалися для реклами печер, а також він публікував статті про печери та техніку печерної фотографії.

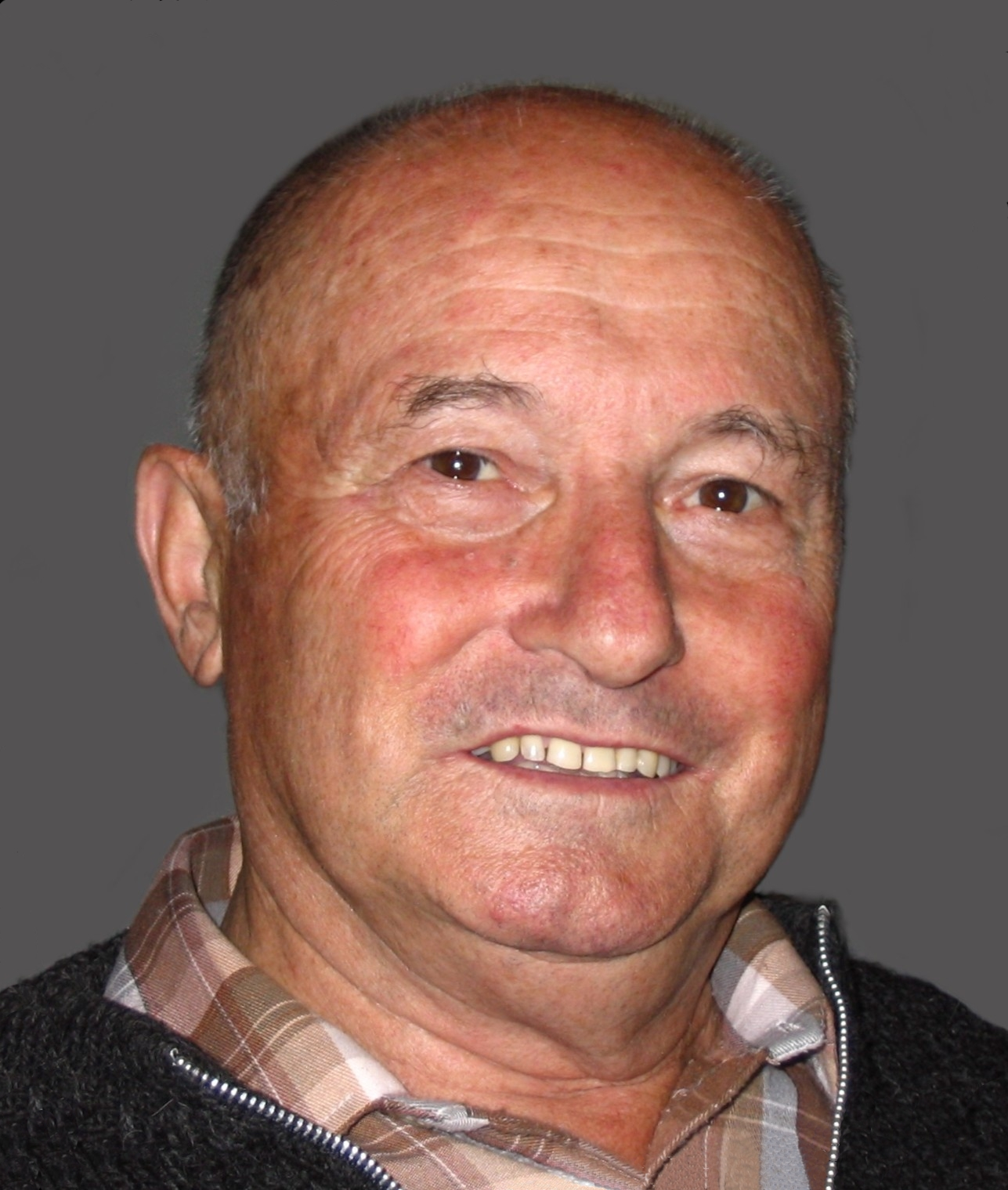
Планіна 2000 рік

## Нещасний випадок у горах
Під час екскурсії 1994 року на гору Яловець, 2645 м, великий камінь покотився сніговим кулуаром і травмував Планіні ногу нижче коліна. Одужання, яке завершило його професійну кар'єру, тривало кілька років, він знову міг ходити, але так і не відновився повністю. Він помер незадовго до переддня Нового року 2015 від ускладнень після тривалої хвороби.

## Спадщина
Робота Планіни відображається в багатьох досягненнях його рідної спелеологічної установи — Люблянського товариства дослідження печер — та словенської спелеології загалом, важливим є його внесок у покращення та безпеку спелеологічного спорядження. Він виявляв повагу до незайманого печерного середовища, відкрив шлях до чистої й екологічної печерної фотографії. Планіна був мостом між поколіннями та великим наставником, його пам'ятатимуть за ідеї, розв'язання проблем, безмежний гумор і надзвичайну любов до спелеології та печер.